# Decatur (Arkansas)
Decatur – miasto w Stanach Zjednoczonych, w stanie Arkansas, w hrabstwie Benton.